# کولارنبری
کولارنبری (به انگلیسی: Collarenebri) یک شهرک در استرالیا است که در نیو ساوت ولز واقع شده‌است.